# Черноречка (Могилёвская область)
Черноре́чка (бел. Чарнарэчка) — деревня в составе Рясненского сельсовета Дрибинского района Могилёвской области Республики Беларусь.

## История
Упоминается в 1756 году как деревня в великокняжеском имении Рясно в Мстиславском воеводстве ВКЛ.

## Население
- 1999 год — 21 человек
- 2010 год — 9 человек